# Maximilian Ortner
Maximilian Ortner (Feldkirchen in Kärnten, 4 de junio de 2002) es un deportista austríaco que compite en salto en esquí. Ganó una medalla de plata en el Campeonato Mundial de Esquí Nórdico de 2025, en la prueba de trampolín grande por equipo.

## Palmarés internacional
| Campeonato Mundial | Campeonato Mundial  | Campeonato Mundial | Campeonato Mundial |
| Año                | Lugar               | Medalla            | Prueba             |
| ------------------ | ------------------- | ------------------ | ------------------ |
| 2025               | Trondheim (Noruega) | Medalla de plata   | TG por equipo      |